# Hale (Buenos Aires)
Hale é uma localidade do partido de Bolívar, da província de Buenos Aires, na Argentina, a 30 quilômetros de San Carlos de Bolívar. Segundo o censo de 2010, havia 211 residentes. Em 2016, foi vítima das altas chuvas na região, perigando ficar submersa com as inundações.